# Maurice Ducoroy
Maurice Ducoroy (1895-1960) là một Đại tá Hải quân Pháp. Ông từng phục vụ chính quyền thuộc địa ở Đông Dương và từng giữ chức Tổng ủy viên Thể thao và Thanh niên Đông Dương, có nhiều đóng góp cho sự phát triển thể dục thể thao của thuộc địa Đông Dương nửa đầu thập niên 1940.

## Hành trạng
Maurice Ducoroy sinh ngày 7 tháng 3 năm 1895 tại Brest, Finistère (Pháp). Cha ông là Léon (có tài liệu ghi là Cyprien) Ducoroy, một cựu Đại tá Hải quân Pháp. Mẹ ông là Marie Ducoroy.
Ảnh hưởng từ truyền thống gia đình, năm 1914, ông gia nhập Hải quân, khi Thế chiến thứ nhất nổ ra. Năm 1916, ông vào học tại Học viện Hải quân (École Navale) và được thăng cấp bậc Thiếu úy Hải quân (Enseigne de vaisseau de 2ème classe) ngày 1 tháng 10 năm 1917.
Sau khi Thế chiến thứ nhất kết thúc, ông được phân công phục vụ tại cảng Brest, quê hương ông. Ngày 1 tháng 2 năm 1919, ông được thăng lên cấp Trung úy Hải quân (Enseigne de vaisseau de 1ère classe).
Tháng 1 năm 1921, ông được phân công phục vụ trên tàu tuần dương Cassrad, Phân bộ Hải quân Tây Phi, tham chiến tại Syria. Ông được thăng Đại úy Hải quân (Lieutenant de vaisseau) ngày 25 tháng 7 năm 1923 và được trao tặng Bắc Đẩu bội tinh đệ Ngũ đẳng (Chevalier de la Légion d'Honneur) ngày 2 tháng 7 năm 1927, khi đang phục vụ trên tàu Bretagne.
Tháng 1 năm 1932, ông trở về tại quê nhà Brest và được thăng Thiếu tá Hải quân (Capitaine de corvette) ngày 11 tháng 9 năm 1933.
Ông được tặng Bắc Đẩu bội tinh đệ Tứ đẳng (Officier de la Légion d'Honneur le) ngày 11 tháng 6 năm 1937, khi đang giữ chức Chỉ huy thứ hai của Trường Bộ binh Hải quân (École des Fusiliers Marins) tại Lorient.
Ông được thăng Trung tá Hải quân (Capitaine de frégate) ngày 16 tháng 12 năm 1938 và được cử sang phục vụ tại Đông Dương.
Tháng 12 năm 1941, Toàn quyền Đông Dương Jean Decoux bổ nhiệm ông làm Tổng ủy viên Thể thao và Thanh niên (Commissaire général aux sports et à la jeunesse) Đông Dương. Trên vai trò này, ông đã có nhiều đóng góp tích cực trong việc phát triển phong trào thể dục thể thao và thanh niên hoạt động xã hội tại thuộc địa Đông Dương nửa đầu thập niên 1940.
Ông được thăng Đại tá Hải quân (Capitaine de vaisseau) tháng 11 năm 1942.
Ngày 9 tháng 3 năm 1945, Nhật đảo chính Pháp tại Đông Dương. Ông cùng nhiều viên chức cấp cao Pháp bị quân Nhật bắt giam và chỉ được trả tự do khi Pháp tái chiếm Nam Bộ. Do từng phục vụ cho chính quyền của đô đốc Decoux (Chính phủ Vichy), nên chính quyền Chính phủ lâm thời Cộng hòa Pháp không trọng dụng ông. Ông trở về Pháp và sống thầm lặng cho đến tận cuối đời.
Ông qua đời ngày 17 tháng 9 năm 1960 tại Paris (Pháp). Mộ phần ông được đặt tại Nghĩa trang Père-Lachaise (Paris).

## Tặng thưởng
- Bắc Đẩu bội tinh đệ Tứ đẳng (Officier de la Légion d'Honneur) 1937
- Bắc Đẩu bội tinh đệ Ngũ đẳng (Chevalier de la Légion d'Honneur) 1927
- Quân công bội tinh (Médaille militaire)

## Tác phẩm
- Ma trahison en Indochine (1949)
- Mataf, tête brulée